# Platu 25

Logo di Classe ispirato al Pla thu, un pesce molto importante nella cucina thailandese, dove viene venduto sul mercato con la caratteristica testa piegata verso il basso.

Il Platu 25 (in precedenza Beneteau 25) è un monotipo da regata disegnato da Farr Yacht Design, sotto la guida di Bruce Farr, e progettata specificatamente per i venti e le condizioni atmosferiche della Thailandia per offrire regate divertenti e a basso costo. Anche il curioso nome Platu deriva da un pesce - il pesce Pla thu (sgombro indiano) - che nella cultura culinaria thai è molto diffuso
Il Platu 25 è stata la prima barca prodotta presso McDell Marine in Nuova Zelanda nei primi anni Novanta. Rappresenta una classe riconosciuta presso la Federazione Internazionale della Vela dal novembre 2006.
- Lunghezza fuori tutto: 7.5 m
- Lunghezza al galleggiamento: 6.74 m
- Baglio massimo: 2.6 m
- Pescaggio: 1.58 m
- Dislocamento: 1300 kg
- Zavorra: 510 kg
- Raddrizzamento: 40.0%
- Materiali di costruzione: vetroresina
- Superficie velica: 33.2 m²
- Armamento: frazionato

## Storia
L'Associazione Internazionale di Classe dei Platu 25 è stata formata come un'associazione di armatori per supportare la classe e promuovere le regate al fine di permettere l'entrata nelle classi ISAF
La barca è stata costruita fino al 2017 dalla Bénéteau in Francia e fino al 2018 dalla Extreme Sailing Products vicino a Singapore.
Scaduta la licenza di Beneteau in Europa e in prossimità di scadenza quella di XSP, cantiere di Singapore, che aveva rilevato dalla Neozelandese Mac Dell Marine gli stampi originali, il monotipo Platu 25 dal 2018 sarà nuovamente costruito anche da un cantiere in Europa. 

## Eventi

### Campionati mondiali
| 2007 Neustadt  | La Revoltosa                        | Flexi                  | Vilagarcia        |
| 2008 Creta     | Modus Vivendi – 3 Alfa              | Flexi                  | Bribon            |
| 2009 Punta Ala | Vilagarcia                          | Modus Vivendi – 3 Alfa | Bribon – Movistar |
| 2010 Alicante  | Karageorgiou Modus Vivendi – 3 Alfa | Carpantxo              | Iberdola          |

23-27 settembre 2014 Antibes (Francia) organizzato dalla Société de Régates de Antibes–Juan les Pins
25-30 Settembre 2017 Mondello (Palermo, Italia): vincitore EUZ II
18-25 Agosto 2018 Riga (Lettonia): vincitore EUZ II